# 寄生獣リバーシ
『寄生獣リバーシ』（きせいじゅうリバーシ、英語: Parasyte）は、原作：岩明均、作画：太田モアレによる日本の漫画。
2018年3月2日より講談社の「コミックDAYS」上で連載開始し、2021年5月7日に連載終了した。『寄生獣』のスピンオフ漫画。

## 作品概要
岩明均の漫画「寄生獣」に登場した、人間でありながらパラサイト集団を率いるリーダーとなった広川市長に焦点を当て、その広川の息子・タツキを主人公にして、寄生獣で語られなかった裏側を描いている。
原作「寄生獣」の主人公の泉新一は、数コマほどであるが登場するものの、後ろからのカットを多用して表情を見せず、セリフのない工夫がなされている。その他の登場人物やパラサイトたちは、本作においても登場しており、原作の「寄生獣」を補完する作品となっている。
また、作品の性質上、原作を視聴していないと理解しづらい部分がある。たとえば、ラストの市役所での攻防戦は、その大半をカットして省略することで表現されている。

## あらすじ
プロローグ
ある日、目の前で親友たち2人を惨殺された主人公のタツキは、その快楽殺人犯になぜか気に入られて、命を奪われることなく見逃される……。その殺人犯の左手には、異形の怪物・パラサイトが寄生していた。
警察の事情聴取を終えて帰宅したタツキは、父親の書斎にあった「地図に記されていた場所」へと向かう。そこは「パラサイト達の食堂」であり、この地域のパラサイト達を束ねるリーダーこそが、タツキの父親である市議会議員・広川であった。
尾行していた刑事・深見の機転によって、タツキは窮地を救われたものの、相棒の刑事増田がパラサイトの襲撃により亡くなる。実際にパラサイトを目撃し、大量殺人事件との因果関係から広川に容疑を向ける深見は、パラサイトに復讐しようとするタツキを守ろうとする。
序盤
パラサイト集団の田宮良子は、複数のパラサイトを有する個体「五頭」の実験を開始。パラサイト達は、リーダーである広川を市長選に当選させて、この地域を「パラサイトの根城」にしようと目論んでいた。
そんな中、タツキに片思いをしていた南真子が、快楽殺人犯・海老沢によって惨殺される。深見の新しい相棒・一ノ瀬は、従妹である真子の仇を討つべく、偶然に海老沢を見つけて、テレホンカードを使って指紋を取り、その後も尾行するが返り討ちにあって死亡する。その指紋から、先日発生した「喫茶店での殺人事件の容疑者」が浮かび上がる。
中盤
街から旅に出る前に、海老沢はタツキの前に現れ、左手に宿るパラサイトを神と称して「スレドニ・ヴァシュタール様」と紹介し、タツキを警護していた刑事2人を惨殺する。無力さを痛感したタツキは、殺された刑事たちの拳銃を手に入れるが、深見によって拳銃を回収される。その後、海老沢を倒すための武器を得るべく、タツキは弓道部に入部する。

## 登場人物

### 主要人物
タツキ / 広川樹
広川剛志の一人息子。高校2年生。親友2人を殺害され、自分に片思いしていた少女をパラサイトに殺害されたことから、復讐を誓う。
広川剛志
タツキの父親で、市議会議員。タツキ曰く、万物を愛する博愛主義者。人間でありながらパラサイト集団を束ねるリーダーとなり、後に市長選で勝利して市長となる。

### 警察
深見
東福山警察署の中年刑事。タツキのことを疑って尾行していたが、次第にタツキと仲間意識を持つようになり、互いにパラサイトを倒そうと誓うようになる。
増田
東福山警察署の刑事で、深見の相棒。タツキを自宅に送る際にパラサイトの襲撃にあって、死亡する。その後、血痕は残っていたが、死体は行方不明となる。

### 高校の同級生
上杉一成
タツキの親友の一人。冒頭、パラサイトによって惨殺される。一成の兄も同時に亡くなっている。
堀田亮平
タツキの親友の一人。冒頭、パラサイトによって惨殺される。
朝河
タツキのクラスメイトの快活な少女。南と一緒に学校から帰宅していた際に、パラサイトに襲われて南が亡くなり、自身だけが助かる。
南真子
タツキに片思いしていたクラスメイトの眼鏡少女。朝河と一緒に学校から帰宅していた際に、パラサイトに襲われて亡くなる。

## 制作背景
中学生のころに友人から薦められて『寄生獣』を読み、ファンとなった太田モアレは、2016年にアンソロジー『ネオ寄生獣』に参加した。畏れ多かったため、断ろうと考えたが、「今夜もEat it」の作品で参加。アンソロジーについて岩明均は関与しておらず、作家が自由に執筆している。同作がアンケートで上位だったことを機に、本作の連載が開始している。本作では描かれなかった部分は想像して描いているため、「同人誌のような感覚とさえいえるかも」しれないと太田は話している。

## 書誌情報
- 岩明均（原作） ・ 太田モアレ（作画） 『寄生獣リバーシ』 講談社〈アフタヌーンKC〉、全8巻
  1. 2018年8月8日発売[8]、ISBN 978-4-06-512428-4
  2. 2019年2月13日発売[9]、ISBN 978-4-06-514541-8
  3. 2019年9月11日発売[10]、ISBN 978-4-06-516973-5
  4. 2020年2月12日発売[11]、ISBN 978-4-06-518541-4
  5. 2020年7月8日発売[12]、ISBN 978-4-06-520121-3
  6. 2020年12月9日発売[13]、ISBN 978-4-06-521729-0
  7. 2021年5月12日発売[14]、ISBN 978-4-06-523223-1
  8. 2021年7月14日発売[15]、ISBN 978-4-06-524051-9